# 百年理工學院

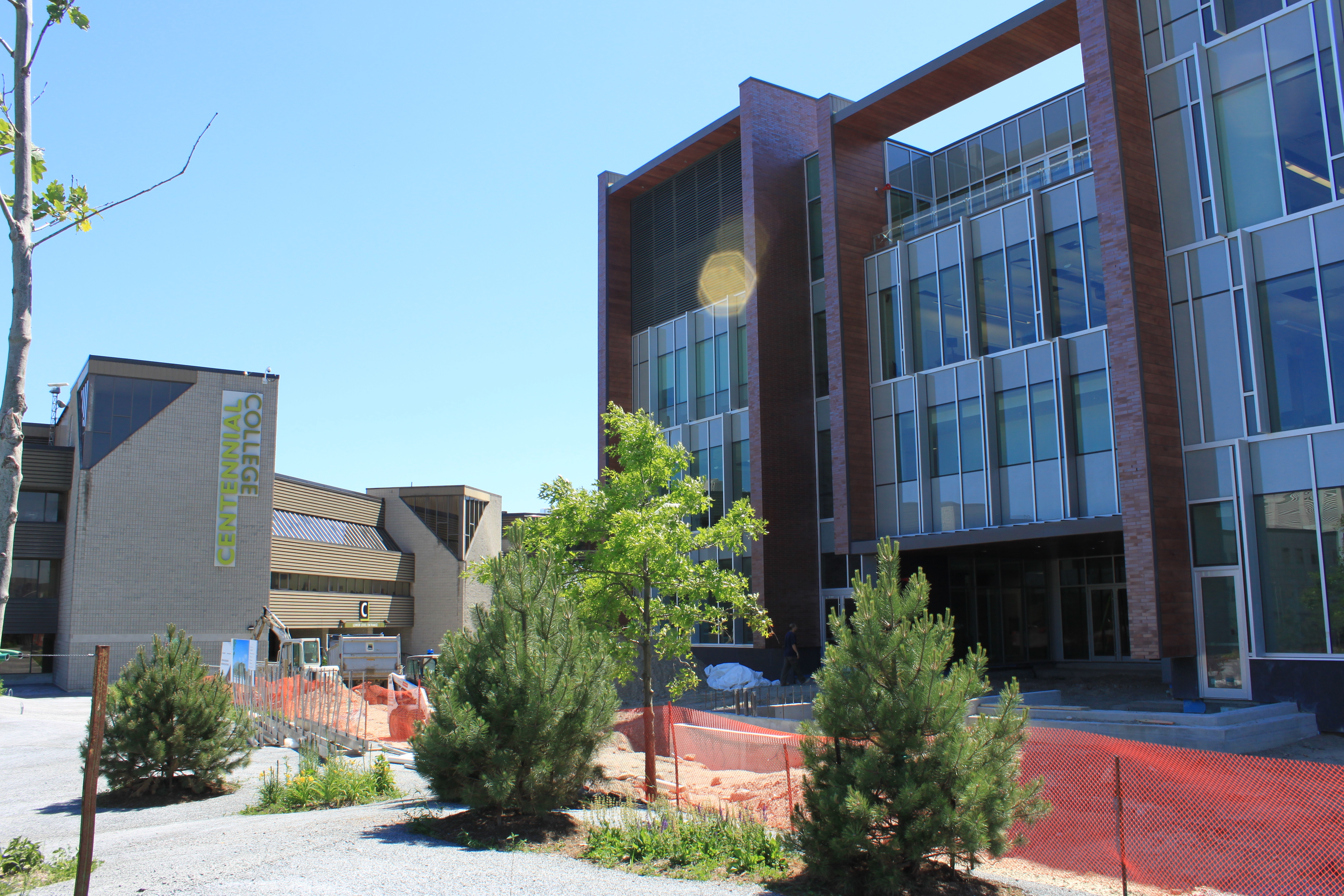
百年理工學院進德校區

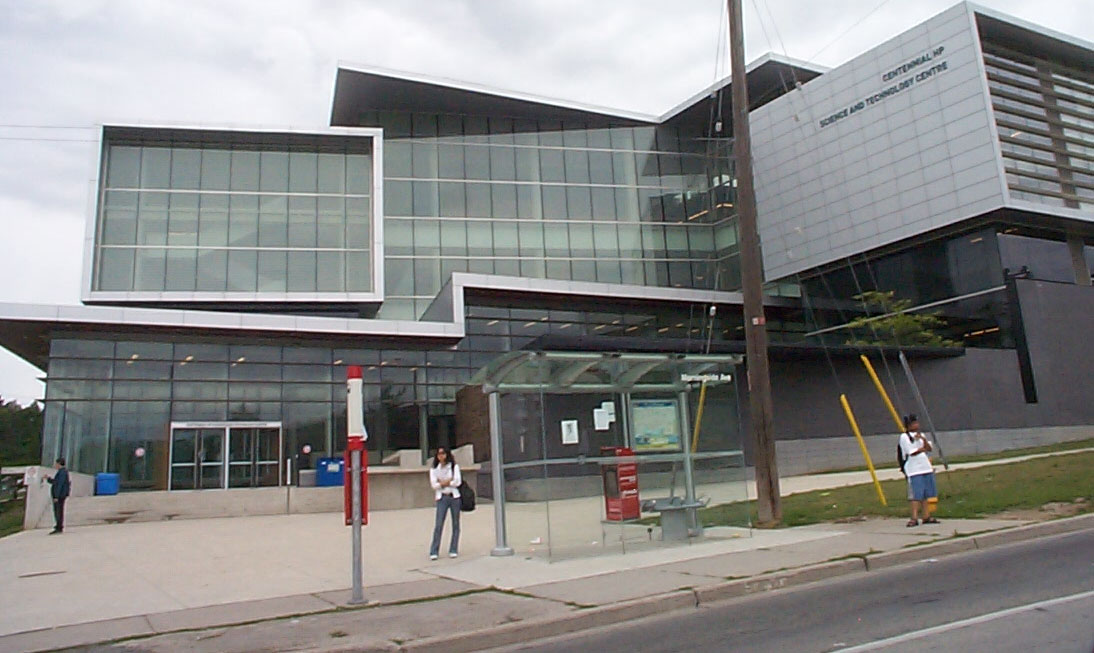
百年科學及科技中心

百年理工學院（英語：Centennial College of Applied Arts and Technology）是加拿大安大略省歷史最悠久的公立大專院校，在該省多倫多市設有四座校區，主要服務大多倫多地區東部的居民。該校提供逾120種課程，覆蓋商科、傳訊、社區及顧客服務、理科及工程技術、醫療和運輸等範疇，亦聯同多倫多大學士嘉堡分校提供新聞系、新興媒體、急救、工業微生物學和環境科學雙聯學位。該校約有16000名全日制學生和22000名兼讀生，師生人口來自接近100個族裔群體，覆蓋80種語言，為安省最種族多樣化的大專院校之一。
該校的首座校園為華登校區（Warden Woods Campus），坐落士嘉堡地鐵華登站以南，於1966年10月17日啟用，2005年拆卸。現時百年理工學院的四座校區如下：
- 進德校區（Progress Campus）位於士嘉堡401號公路夾萬錦道一帶，為該校規模最大的校區，提供的課程包括電腦科學、商科及旅遊服務等。
- 阿殊頓比校區（Ashtonbee Campus）位於士嘉堡華登路夾艾靈頓路一帶，為加拿大規模最大的運輸技術訓練學院[1]。
- 創意傳訊中心（Centre for Creative Communications）位於東約克丹佛路夾卡羅路一帶，於1994年開幕，為該校的傳訊、媒體及設計學院所在[4]。
- 百年科學及科技中心（Centennial Science and Technology Centre）位於士嘉堡艾斯美道夾摩寧西路一帶，又稱摩寧西校區（Morningside Campus），於2004年開幕，為該校最新的校區，現時為該校的醫療和環境科學課程所在。